# 個人的なことは政治的なこと
個人的なことは政治的なこと（こじんてきなことはせいじてきなこと、英語: The personal is political）は、1960年代以降のアメリカにおける学生運動および第二波フェミニズム運動におけるスローガンで、個人的な経験とそれより大きな社会および政治構造との関係を明らかにしようとする言葉である。1960年代から70年代のフェミニズム運動という文脈においては、この言葉は核家族や家族の価値への異議でもあった。フェミニズムの第2波やラディカル・フェミニズム、女性学、あるいはフェミニズム一般を特徴付けるものとして繰り返し語られてきた言葉でもある。それは1960年代、70年代のフェミニズム運動と、女性の投票権獲得を目指した運動と位置づけられている1920年代の初期フェミニズムとを区別することでもあった。
このフレーズが広く知られるようになったのは、1969年に書かれたキャロル・ハニッシュのエッセイ「The Personal is Political」がその翌年に出版されて以降のことだが、ハニッシュによれば彼女はこの言葉の作者ではない。ケリー・バーチによれば、シュラミス・ファイアストーンやロビン・モーガンなど、この言葉の作者と目されたフェミニストたちはいずれもその事実を否定している。「そのかわり、彼女たちがこの言葉の集合的な作者として挙げるのは、私的・公的な会話の中でこの言葉を用いてきた無数の女性たちである」とバーチは述べている。またグロリア・スタイネムは、この言葉の作者を探すことを「第二次世界大戦」という言葉の作者を探すことに例えている（とはいえ、「第二次世界大戦」という言葉は少なくとも1939年9月に発行されたタイム誌の論説にまで遡ることができるのだが）。
この言葉は有色女性によるフェミニズムとも関わりがある。コンバヒー・リバー・コレクティブによる「ブラック・フェミニスト・ステートメント」や、オードリー・ロードのエッセイ「主人の道具が主人の家を壊すことはない」、論集『家庭というこの橋』などがその証左である。さらに広くみれば、キンバリー・クレンショーのいうように「かつては孤立的、個人的とみなされていたものを社会的、体系的なものと認識していくプロセスにおいて、黒人やそれ以外の有色人種、ゲイ、レズビアンなどのアイデンティティ・ポリティクスもまた特徴づけられる」。

## キャロル・ハニッシュのエッセイ
「ニューヨーク･ラディカル・ウーマン」のメンバーであり女性解放運動の中心人物でもあったキャロル・ハニッシュは、1969年2月にフロリダ州ゲインズビルで意識覚醒グループの政治的重要性を擁護する原稿を書いた。これはもともとサザン・カンファレンス・エデュケーショナル・ファンドの女性集会のために書かれたもので、はじめは「ドゥティー〔・ゼルナー〕の女性解放運動についての意見に対する考察」と題されていた。ハニッシュは当時、同ファンドのニューヨーク支部に所属しており、アメリカ南部における女性解放の組織化にむけて献身的に活動すべきだと主張していた。エッセイにおいて彼女は、性、容姿、妊娠中絶、保育、家事の分担といったことがらが政治性を欠いた個人的な問題に過ぎないという考え方に反論を試みる。そうした風潮にあって、女性は自責的な考えを克服し、お互いのおかれた環境を議論しあい、男性の支配する社会に連帯して立ち向かうべきだと訴えた。このエッセイで、ハニッシュは「The personal is political 」というフレーズこそ用いていないが、代わりにこう書いている。
こうした問題群において我々が最初に発見したことの一つは、個人的な問題は政治的な問題だということである。そこでは個人的な解決というものは存在しない。集団的な解決に向けた集団的な行動があるのみである。
このエッセイは、1970年、論集『二年目の報告』に「The Personal Is Political」というタイトルで収録された。エッセイの著者であるハニッシュは2006年に、この有名な題をつけたのは、論集の編者であったシュラミス・ファイアストーンやアン・コートたちだと書いている。

## 多義的な意味
このスローガンは女性の個人的な経験と男性中心社会が地続きであることを示してこそいるのだが、その本質が何であって、そこからいかなる政治的行動を目指すべきかについてフェミニストは非常に多様な解釈を行ってきた。以下はその例である。
- 「私的」なテーマを政治的な分析や議論に対してオープンにすること
- 女性に対する抑圧構造の説明。ハイディ・ハートマンが要約するとおり「ラディカル・フェミニストのいう女性の不満は、適応性のない人々によるノイローゼじみた悲嘆ではない。むしろ、女性がシステマティックに従属化され、搾取され、抑圧される社会的な構造に対する反応なのである」[11]

ポーラ・ラストはフェミニズム運動内部におけるこのスローガンの解釈をリスト化してまとめている。例えば「個人的なことは社会体制の反映である（ここには政治的なことへの洞察につながるものとして個人的なことを考えるべきだという含意がある）、個人的なことは政治体制に奉仕する、個人的な選択は往々にして政治体制に対する応答や抗議である、……個人的な選択には多かれ少なかれその人の政治性が表れる、ひとはその政治性と一致するように個人的な選択をすべきである、私生活とそのひとの政治性は区別できない」などである。
2006年にハニッシュは次のように書いている。「プロ･ウーマン・ラインのラディカル・フェミニストたちによって産み出された理論の多くがそうであるように、これらもまた改変され、奪われ、さらには逆さまにされて、本来のラディカルな意図に反する使い方がされている」。

## 批判
リベラル・フェミニストは、このフレーズは必要とされる政治的境界線を侵してしまうため危険だと主張している。これは、政治の公的側面の重要性を奪うことになるからである。さらにハンナ・アーレントは、政治的境界線が侵食される過程で、政治の公共空間においては、個人がもはや「行動する」のではなく、単に経済的な生産者や消費者として行動するだけの疑似的な相互作用の空間に変えられてしまうと批判している。
また、この言葉は時代遅れであると批判されている。今日の状況では、西洋社会では女性の主婦としての役割はそれほど一般的ではなく、英国では72％もの女性が雇用されている。稼ぎ手制度は多くの国で崩壊しているため、女性は夫への依存度が低くなっている。例えばノルウェーでは、1958年に夫婦のための新しい税制が導入され、女性は夫から経済的に解放された例がある。さらに、このフレーズを家庭内で抑圧されている女性について解釈するのは、中流階級の白人女性に焦点を当てた非常に狭いものだと批判する人もいる。これは、働いている女性、レズビアンのカップル、育児をする余裕のない女性、他の文化の経験などを除外している。例えば、アフリカの文化においては「個人は政治的である」という語りはあまり意味を持たないことが示されている。黒人女性は、家庭が人種差別に対する強さの源であるため、家庭を抑圧の源と見なす可能性が低いからである。